# Tommaso Rossi
Tommaso Rossi (Cardeto, 25 agosto 1927 – Reggio Calabria, 28 giugno 2012) è stato un politico italiano, esponente del Partito Comunista Italiano e parlamentare europeo.
È subentrato al Parlamento europeo il 28 gennaio 1985 in sostituzione di Alfredo Reichlin, dopo essere stato candidato alle elezioni europee del 1984 per le liste del PCI. È stato membro della Commissione per l'agricoltura, la pesca e l'alimentazione e della Delegazione per le relazioni con Malta. Ha aderito al gruppo parlamentare "comunista e apparentati". È stato anche consigliere comunale e regionale in Calabria.
Durante la Seconda guerra mondiale aderì al Corpo Italiano di Liberazione, combattendo a fianco degli Alleati nella guerra di liberazione italiana. Nel 2011 è stato nominato nel Comitato d'Onore dell'ANPI di Reggio Calabria.